# Lauxania sonora
Lauxania sonora är en tvåvingeart som beskrevs av Shatalkin 1993. Lauxania sonora ingår i släktet Lauxania och familjen lövflugor. Inga underarter finns listade i Catalogue of Life.